# Polygonia angelica
Polygonia angelica är en fjärilsart som beskrevs av Pieter Cramer 1782. Polygonia angelica ingår i släktet Polygonia och familjen praktfjärilar. Inga underarter finns listade i Catalogue of Life.